# تونی مونتانا
تونی مونتانا (به انگلیسی: Tony Montana) با نام کامل آنتونیو مونتانا،  شخصیت اصلی فیلم صورت زخمی محصول سال ۱۹۸۳ آمریکا‌ است که نقش آن را آل پاچینو بازی می‌کند. پس از موفقیت فیلم صورت زخمی، شخصیت تونی مونتانا به یک اسطورهٔ ‌سینمایی تبدیل شد. گاهی از تونی مونتانا برای اشاره به کسی که سودای پیشرفت یک‌شبه در سر دارد، به صورت کنایه استفاده می‌شود. هنرنمایی تحسین برانگیز آل پاچینو در این فیلم موجب ماندگاری این شخصیت شد.